# Wadi Howar
El Wadi Howar es un wadi en el Chad y Sudán.

## Geografía
Nace en la Región de Ennedi del Chad, cruza los estados sudaneses de Darfur del Norte y Norte en dirección oeste-este limitando el Desierto Líbico hacia el sur y acaba en el Nilo enfrente de las ruinas de la Vieja Dongola.

## Paleoclima
Durante el Neolítico subpluvial, una fase húmeda del Holoceno que duró aproximadamente desde el año 9000 AP hasta 5000 AP, el wadi albergaba un sistema fluvial denominado Nilo Amarillo.